# Fred Windermere
Fred Windemere est un acteur et un réalisateur américain né le 15 avril 1892 à Muscatine (Iowa) et mort le 18 mars 1970 à Newport Beach (Californie).

## Filmographie (sélection)

### comme acteur
- 1915 : Charlot apprenti (Work) de Charles Chaplin
- 1915 : Charlot fait la noce (A Night Out) de Charles Chaplin : un policier
- 1915 : Le Vagabond (The Tramp) de Charles Chaplin
- 1915 : Charlot boxeur (The Champion) de Charles Chaplin : un policier

### comme réalisateur

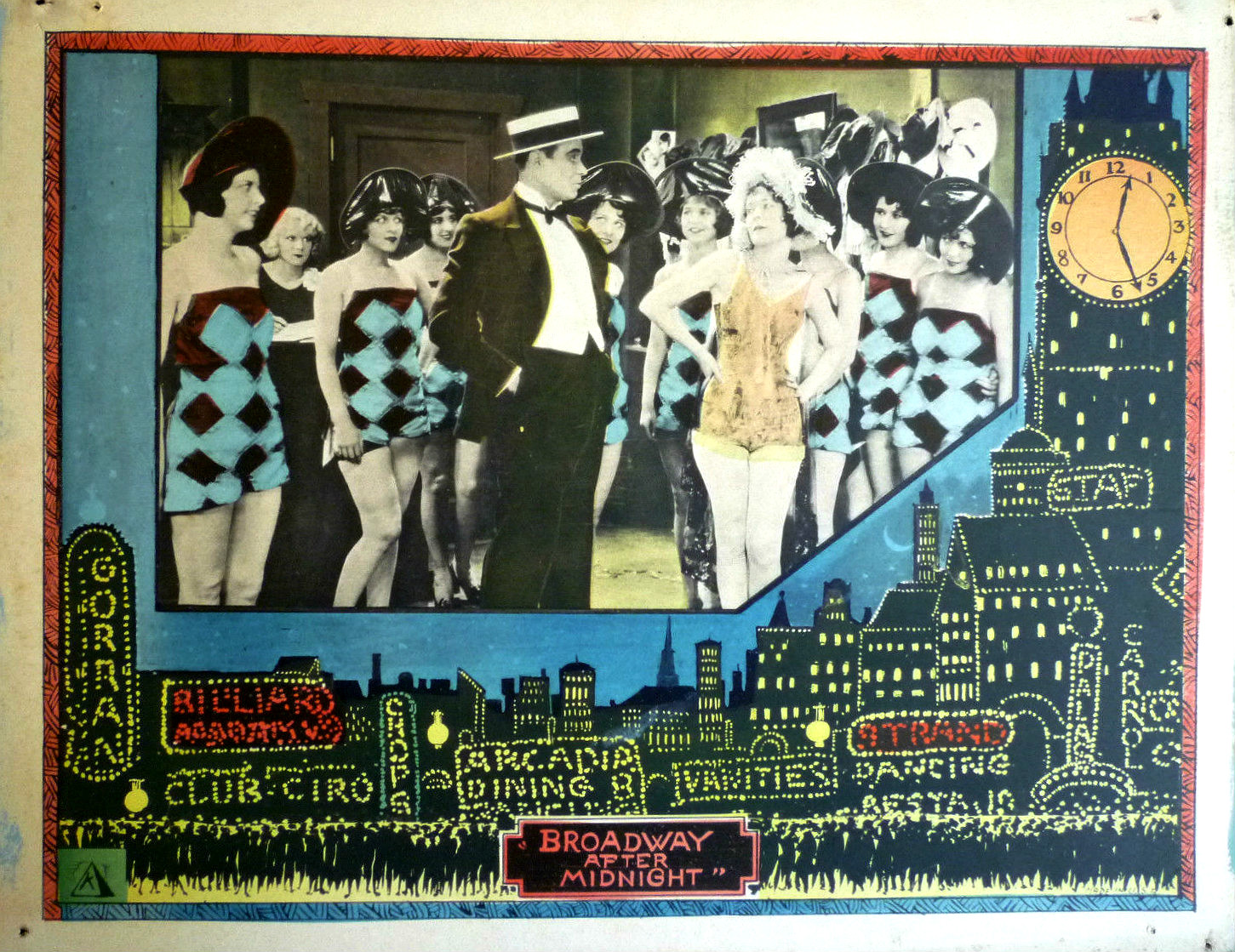
Carte promotionnelle de Broadway After Midnight (1927).

- 1920 : Won by a Nose
- 1920 : Bear Skinned Beauties
- 1924 : Soiled
- 1925 : With This Ring
- 1925 : Romance Road
- 1925 : Three in Exile
- 1925 : The Verdict
- 1926 : Morganson's Finish
- 1926 : The Taxi Mystery
- 1927 : She's My Baby
- 1927 : Broadway After Midnight
- 1928 : Broadway Daddies
- 1928 : Devil Dogs